# Gustaf Erik Hyltén-Cavallius
Gustaf Erik Hyltén-Cavallius, född 13 juni 1815 i Blädinge socken, Kronobergs län, död 6 juni 1888 i Lund, Malmöhus län, var en svensk sjöofficer, delvis i utländsk tjänst, samt botanist. Han var son till prosten Carl Fredrik Cavallius och bror till etnologen Gunnar Olof Hyltén-Cavallius.

## Utbildning och karriär i Sverige
Hyltén-Cavallius genomgick Växjö gymnasium, företog 1832–1834 resor på svenska och engelska handelsfartyg, avlade 1835 sjöofficersexamen och utnämndes till sekundlöjtnant vid flottan. År 1836–1841 gjorde han åtskilliga sjöresor, dels på handelsfartyg, dels på svenska örlogsfartyg. Efter att ha befordrats till kaptenlöjtnant i svenska flottan begärde han 1854 avsked ur svensk tjänst.

## Karriär i Preussen
År 1841–1845 var han i engelsk och fransk örlogstjänst, samt 1850–1852 i österrikisk, där han tjänstgjorde som ekipagemästare i Venedig och varvschef i Pula. När Preussen 1852 skulle organisera sin flotta och prins Adalbert Henrik Vilhelm av Preussen frågade prins Oskar om denne kunde rekommendera kunniga personer, föll valet på Hyltén-Cavallius, Henrik Ludvig Sundevall och Govert Adolph Indebetou. År 1852 anställdes de i preussiska flottan som korvettkaptener. Hyltén-Cavallius blev även adjutant hos prins Adalbert och utnämndes 1853 till chef för preussiska marinstaben samt tjänsteförrättande direktör för amiralitetets tekniska avdelning.
År 1854 utnämndes han till Kapitän zur See (kommendör) och anställdes samma år som yrkesofficer i preussiska flotten. Hyltén-Cavallius var i högre grad delaktig i organisationen av preussiska flottan, särskild i fråga om utarbetandet av flera viktiga reglementen, artilleriets utveckling och planläggningen av den nya örlogsstationen vid Jadebusen (Wilhelmshaven). Inflytelserika kretsar inom preussiska flottan började motarbeta honom och hans planer och därför sökte han avsked 1857.

## Senare år
Gustaf Erik Hyltén-Cavallius återvände till Sverige, ägnade sig åt jordbruk och botanik, flyttade 1882 till Lund, bildade där samma år en internationell botanisk bytesförening, "Linnæa", och samlade ett rikhaltigt herbarium.